# شهرستان کاسان
ناحیهٔ کاسان (به ازبکی: Koson District) یک منطقهٔ مسکونی در ازبکستان است که در ولایت کشک‌دریا واقع شده‌است.